# Lamboing
Lamboing est une localité et une ancienne commune suisse du canton de Berne, située dans l'arrondissement administratif du Jura bernois et la commune de Plateau de Diesse.

## Géographie
Lamboing est situé à l'est du Plateau de Diesse, à une altitude de 820 mètres. Au pied du Mont-Sujet, il est distant du lac de Bienne d'à peine 7 km.

## Histoire

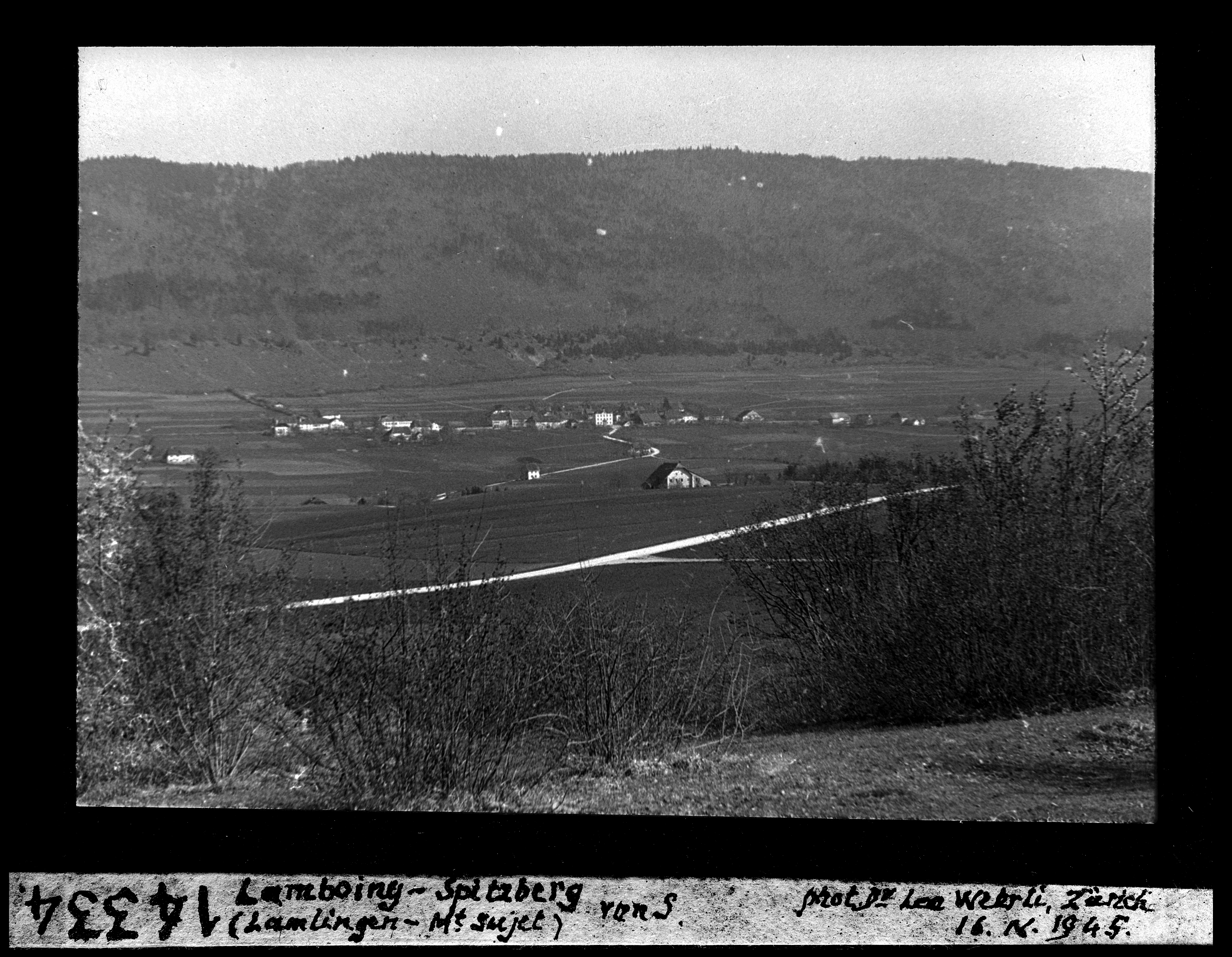
Vue avec le Mont Sujet par Leo Wehrli (1945)

La première apparition du nom de Lamboing dans un acte officiel date de 1178. À cette époque, le nom du village s'orthographiait Lamboens. Il passera ensuite à Lambuoons vers 1240, puis à Lamblingen en 1304 avant d'adopter vers 1500 environ, l'orthographe définitive de Lamboing qui est encore actuelle de nos jours. Le nom est originaire du XIIe siècle, il provient d'une famille noble héritière du nom de Albert de Lamboing. Cette famille s'est aujourd'hui éteinte. En 1423, les terres de Lamboing passeront aux mains de la famille de Vaumarcus jusqu'en 1509. Les armes des comtes de Vaumarcus figurent aujourd'hui sur les armoiries de Lamboing.
Des procès de sorcellerie ont eu lieu à Lamboing durant le XVIIe siècle. On dénombre environ 60 mises à mort entre 1611 et 1667. La plupart de ces faits sont conservés dans les archives officielles.
À la chute de Napoléon en 1814, Lamboing et le district de La Neuveville furent attribués au canton de Berne par le Congrès de Vienne en 1815.
Le 9 juin 2013, les électeurs votent à 68,4% (188 voix) contre 35,6% (87 voix) la fusion de leur commune avec les autres communes de Diesse et Prêles afin de former une nouvelle commune de Plateau de Diesse dès le 1er janvier 2014.

## Population et société

### Surnoms
Les habitants de la localité sont surnommés les Danvois, soit les orvets en patois local, et les Couleuvres.

### Langues
En 2000, 84 % de la population était francophone.